# Djevojka i hrast (1955.)
Djevojka i hrast, hrvatski dugometražni film iz 1955. godine.